# Konrad z Piacenzy
Konrad z Piacenzy, właśc. Konrad Confalonieri (ur. ok. 1290, zm. 19 lutego 1351 w Noto) – włoski pustelnik, tercjarz franciszkański, święty Kościoła katolickiego.

## Życiorys
Konrad Confalonieri urodził się około roku 1290 w zamożnej, włoskiej rodzinie. Za młodu obrał sobie zawód rycerski. W roku 1313, w czasie polowania, rozpalił ognisko dla wypłoszenia zwierzyny, czym wywołał pożar. Namiestnik Piacenzy, Galeazzo Visconti, skazał na śmierć przypadkowo przyłapanego w lesie człowieka, podejrzanego o umyślny pożar lasu. Konrad zgłosił się wówczas do namiestnika i wyznał swoją winę. Wynagrodził też pieniężnie wyrządzoną miastu szkodę. Oddał na ten cel cały swój majątek. Wydarzenie to stało się przełomem religijnym w życiu jego i jego małżonki Eufrozyny. W 1315 roku Konrad wstąpił do III zakonu św. Franciszka w Calendasco, z kolei jego żona wstąpiła do klasztoru klarysek w nieodległej Piacenzy.
Po przeżyciu kilku lat w klasztorze Konrad zaczął prowadzić żywot wędrownego ascety. Jako pielgrzym pokutny nawiedził wiele sanktuariów Italii, odbył podróż do Ziemi Świętej, skąd powrócił i zatrzymał się na Malcie, zaś definitywnie osiadł w 1343, jako pustelnik w dolinie Noto koło Syrakuz na Sycylii. Przypisuje się mu dar prorokowania.
Zmarł 19 lutego 1351 r. a jego ciało zostało pochowane w kościele Św. Mikołaja w Noto.

## Kult
W roku 1485 jego szczątki umieszczono w srebrnej trumnie. Papież Leon X zatwierdził jego kult dla diecezji syrakuskiej w roku 1515, potem rozszerzony został na całą Sycylię za czasów papieża Pawła III (1544) a Urban VIII kult rozciągnął na całe zakony franciszkańskie w 1625. Święty Konrad nie został nigdy kanonizowany.
Jest patronem osób cierpiących z powodu przepukliny.
Jego wspomnienie liturgiczne obchodzone jest 19 lutego.